# Tragopogon vvedenskyi
Tragopogon vvedenskyi là một loài thực vật có hoa trong họ Cúc. Loài này được Popov ex Popov miêu tả khoa học đầu tiên năm 1933.